# توماس كاربونيل
توماس كاربونيل (بالإسبانية: Tomás Carbonell)‏ مواليد 7 أغسطس 1968 في برشلونة، هو لاعب كرة مضرب إسباني سابق بدأ مسيرته كمحترف سنة 1987 وكان يلعب باليد اليمنى. كما أنه أحد أبطال الجراند سلام. أعلى تصنيف له في الفردي كان المركز الـ 40 في سنة 1996. أعلى تصنيف له في الزوجي كان المركز الـ 22 في سنة 1995. سبق أن شارك في دورة الألعاب الأولمبية الصيفية.

## بطولات حققها
- دورة رولان غاروس الدولية

## روابط خارجية
- توماس كاربونيل على موقع رابطة محترفي التنس (الإنجليزية)
- توماس كاربونيل على موقع الاتحاد الدولي لكرة المضرب (الإنجليزية)
- توماس كاربونيل على موقع كأس ديفيز (الإنجليزية)
- توماس كاربونيل على موقع خلاصة التنس.كوم (الإنجليزية)
- توماس كاربونيل على موقع أوليمبيديا (الإنجليزية)